# 青岛第三日本国民学校
36°04′48″N 120°20′11.5″E / 36.08000°N 120.336528°E
青岛第三日本国民学校为青岛市存在于1941年至1945年的一所日侨国民学校，其旧址位于中国山东省青岛市市北区登州路38号（松山路16号），建于1941年，1952至1956年间为青岛工学院校址，1956年以后为青岛医学院，现为青岛大学医学院松山校区。

## 历史
今青岛第三日本国民学校旧址所在的登州路泰山路路口东侧一带，最初为德占时期的毛奇营房（Moltke-Baracken），其南端部分房屋于1932年用于设立青岛盲童学校（今登州路44号青岛市盲校），其余部分几经拆改，1941年拆除用于建设日本国民学校。
1938年1月日军第二次占领青岛后，青岛日本侨民人口激增。1939年，日本驻青岛总领事馆、青岛日本居留民团致信伪青岛特别市公署，准备为新设第三日本寻常高等小学校无偿领租原毛奇营房所在公地。1941年，青岛第三日本国民学校正式设立。1945年8月日本投降后，该校撤销。
1945年10月美国海军陆战队第六师登陆青岛后，此处校舍被美军占用。1946年，国立山东大学筹备在青岛复校，因其原在俾斯麦兵营旧址的校舍被美军占据，美军经山大斡旋及在舆论压力下仅将部分原日本房产移交给山大。同年7月，山大接收青岛第三日本国民学校旧址，作为工学院、农学院院址。1952年全国高校院系调整时抽调山东大学部分院系新设青岛工学院，将松山路青岛第三日本国民学校旧址、黄台路青岛日本高等女学校旧址作为校舍，松山路为青岛工学院第二院，主要为纺织系、测绘系等使用。
1956年，青岛工学院撤销迁往武汉，山东大学医学院独立为青岛医学院，接收原青岛工学院校舍，1956年9月正式建院开课。松山路青岛第三日本国民学校旧址为青岛医学院二院、基础教学部。1993年，青岛医学院改为青岛大学医学院。青岛第三日本国民学校旧址现为青岛大学医学院所使用，楼体部分保存，有较大改造。

## 图集
- 青岛第三日本国民学校旧址卫星影像，1966年
- 青岛第三日本国民学校旧址现状，2020年1月
- 旧址西翼基本保留建筑原貌
- 讲堂（体育馆）旧址，基本保留原貌，其北端原与主楼连接，现主楼东端已拆除